# Boris Szarkow
Boris Siergiejewicz Szarkow (ros. Борис Сергеевич Шарков, ur. 4 czerwca 1907 we wsi Baranowskoje w obwodzie zaporoskim, zm. 12 września 1967 w Moskwie) – radziecki działacz partyjny.

## Życiorys
W 1930 ukończył Ługański Instytut Rolniczy, potem pracował jako agronom, 1932 ukończył Kijowski Instytut Agropedagogiczny i do 1940 pracował jako wykładowca i dyrektor technikum. Od 1939 należał do WKP(b), 1940-1941 kierował Wydziałem Propagandy i Agitacji Komitetu Miejskiego KP(b)U, później był szefem Wydziału Politycznego Stanicy Maszynowo-Traktorowej, następnie do 1944 służył w Armii Czerwonej. Od 1946 do lutego 1951 był redaktorem naczelnym gazety „Radianśka Żytomirszczina”, od lutego 1951 do 1952 sekretarzem Żytomierskiego Komitetu Obwodowego KP(b)U, potem do września 1952 sekretarzem Zaporoskiego Komitetu Obwodowego KP(b)U, a od września 1952 do stycznia 1956 pracował w KC WKP(b)/KPZR. Od 28 stycznia 1956 do 27 września 1961 był II sekretarzem KC KPL i jednocześnie członkiem Biura KC KPL, od 1961 do końca życia pracował w Sekretariacie Rady Ministrów ZSRR. Był deputowanym do Rady Najwyższej ZSRR 5 kadencji. Był odznaczony Orderem Lenina i Orderem Czerwonej Gwiazdy. Został pochowany na Cmentarzu Nowodziewiczym.